# Американский карликовый сокол
Американский карликовый сокол (лат. Spiziapteryx circumcincta) — вид птиц из семейства соколиных. Единственный представитель одноимённого рода Spiziapteryx. Распространены в Аргентине, юго-восточной Боливии, Парагвае и Уругвае.

## Описание
Американский карликовый сокол — мелкая хищная птица, с длиной тела 25—31 см и размахом крыльев 47—58 см; средняя масса тела 150 г. Клюв без зубцов, крылья закруглённые. Верхняя часть тела серовато-коричневая с тёмными полосами. Брови и надхвостье белого цвета. Крылья с белыми пятнами. Хвост с белыми кончиками. Нижняя часть тела белого цвета.

## Биология
Естественными местами обитания американского карликового сокола являются субтропические или тропические сухие леса и субтропические или тропические сухие кустарники. Встречается на высоте до 1000 м над уровнем моря.
Питается преимущественно насекомыми (кузнечиками, цикадами, жуками), а также ящерицами, мелкими грызунами (например, рода Microcavia) и птицами.

## Распространение
Распространены от юго-востока Боливии и запада Парагвая до Аргентины.